# 朱运兴
拿督朱运兴；1911年—2002年），祖籍海南文昌，马来西亚从政者。他也曾担任安顺国会议员（1961－1964）及马来西亚教育部副部长。他曾经担任的其他职务也包括马华公会秘书长、马来亚琼联会主席、霹雳茶商公会主席、怡保琼州公会会长、怡保振华学校（已关闭）董事长等。朱氏在霹雳州怡保出世，毕业于香港大学。他也是为马来西亚华文教育贡献良多。